# Hypothyce burnei
Hypothyce burnei är en skalbaggsart som beskrevs av Paul E.Skelley 2003. Hypothyce burnei ingår i släktet Hypothyce och familjen Melolonthidae. Inga underarter finns listade i Catalogue of Life.